# Halsbandsmajna
Halsbandsmajna (Acridotheres albocinctus) är en fågel i familjen starar inom ordningen tättingar.

## Utseende
Halsbandsmajnan är en rätt stor (25 cm) och distinkt majna med vit halskrage. I pannan syns en kort, upprest tofs och nackfjädrarna är förlängda. På sidan av halsen syns en vitaktig fläck, hos vissa individer med kraftig beige anstrykning. Även på vingarna finns en vit fläck. De mörkgrå undre stjärttäckarna är vitspetsade, liksom stjärten. I övrigt är fjäderdräkten gråsvart till svart.

## Utbredning och systematik
Halsbandsmajnan förekommer från nordöstra Indien (Manipur) till norra Myanmar och sydvästra Kina (nordvästra Yunnan). Den behandlas som monotypisk, det vill säga att den inte delas in i några underarter.

## Status och hot
Artens populationstrend är okänd, men utbredningsområdet är relativt stort. Internationella naturvårdsunionen IUCN anser inte att den är hotad och placerar den därför i kategorin livskraftig. Världspopulationen har inte uppskattats, men den beskrivs som alltifrån mycket lokalt förekommande till lokalt vanlig.